# Protestas en Georgia de 2011
Las protestas de Georgia de 2011 fueron una serie de protestas contra el gobierno de Georgia contra el presidente Mikheil Saakashvili.
Las protestas comenzaron el 21 de mayo de 2011, cuando más de 10 000 georgianos que asistieron a una manifestación en Tiflis exigiendo la renuncia del presidente de Georgia, Mikheil Saakashvili. En el suroeste de la ciudad de Batumi algunas manifestaciones también se produjeron con algunos manifestantes intentaron irrumpir en edificio de la televisión. Nino Burjanadze, un altavoz exparlamentario y líder del Movimiento Democrático Unido-parte de Georgia, ha sido una figura principal en las manifestaciones. Los manifestantes se enfrentaron brevemente en Batumi con la policía. El 26 de mayo a las 12:15 de la medianoche, la policía de Georgia comenzó a reprimir las protestas con gases lacrimógenos y balas de goma.